# Эшли, Марк
Марк Э́шли (англ. Mark Ashley, настоящее имя Карстен Райнигер; род. 6 июля 1973, Апольда, округ Эрфурт, ГДР) — немецкий исполнитель поп-музыки.

## Биография
Марк Эшли родился в городе Апольда в 1973 г. Когда Марку было 5 месяцев, его родители переехали в Бад-Зальцунген, где он в настоящее время живёт и работает. Является ярым поклонником группы Modern Talking.
В 13 лет он встретил композитора Штеффена Эрхардта, который был впечатлён талантом Марка. Выдающийся вокальный диапазон голоса Эшли вдохновил Стеффена написать для него песню. Как и другие молодые артисты, Марк Эшли начинал с малого, выступая на городских дискотеках; изначально он исполнял там песни группы Modern Talking.
Голос Марка Эшли очень похож на голос солиста группы Modern Talking Томаса Андерса. Певец начинал с исполнения песен Modern Talking, в его собственном творчестве также заметно подражание стилю знаменитой немецкой диско-группы. О любви к этой группе он поёт в песне «The Fans of Modern Talking».

## Карьера
Первый сингл («Dream of great emotion») быстро достиг 19-го места в чартах BVD («Berufsverband Discjockey» — профессиональное объединение диск-жокеев).
В 2008 году Марк записал совместный альбом «Heartbreak Boulevard»  с группой Systems In Blue (бывшими бэк-вокалистами Дитера Болена). Альбом до сих пор считается самым лучшим в дискографии Марка.
В 2010 году начал сотрудничество с испанским продюсером Хуаном Мартинезом, с которым сотрудничает и по сей день.
В 2011 году принимал участие в немецком шоу «Das Supertalent», где в качестве жюри принимает участие Дитер Болен. Дитер назвал Марка «самым лучшим исполнителем каверов Modern Talking». В этот же год, что является редким событием, продюсеры «Das Supertalent» выпускают сборник песен участников сезона шоу, куда вошли несколько каверов песен Modern Talking в исполнении Марка. В связи с тем, что Марк не смог занять призовое место в шоу, у него началась депрессия и проблемы с алкоголем и наркотиками. До сих пор пытается до конца вылечиться от алкогольной и наркотической зависимости.
В 2012 году планировал выпустить полноценный альбом с каверами Modern Talking, но идея была отложена по причине того, что Марку не понравилось звучание песен. В результате вышел только один сингл «Just We Two (Mona Lisa)».
В дальнейшем периодически сотрудничает с такими продюсерами, как Fresh Fox, Луис Родригес, Тони Хендрик и с другими.

## Личная жизнь
Марк является бисексуалом. Долгое время встречался с профессиональной танцовщицей Пэгги Кледитц. Позже начал встречаться с мужчинами, среди которых был немецкий певец Том Райхель.

## Дискография

### Альбомы
- 2000 — My Hit Collection (Dance Street/ZYX Music)
- 2002 — It’s Just The Way (Dance Street/ZYX Music)
- 2005 — Luckystar (Music Sternchen Records)
- 2005 — The Fans Of Modern Talking (Dance Street/ZYX Music)
- 2006 — Give Me A Chance (Rojam Records/Music Sternchen Records)
- 2007 — Greatest Hits (Music Sternchen Records)
- 2008 — Heartbreak Boulevard (Spectre/Universal, Systems In Blue)
- 2008 — Golden Hits (Music Sternchen Records)
- 2010 — Play The Music (Maxi Music Records/Music Sternchen Records)
- 2011 — Tango In The Night (Maxi Music Records/Music Sternchen Records)
- 2013 — Greatest Hits II (Music Sternchen Records)
- 2013 — Weihnachten Mit Mark Ashley (Not On Label)
- 2017 — I Will Not Forget You (Music Sternchen Records)
- 2019 — Spring Dance Power (Music Sternchen Records)
- 2019 — Like An Angel (Maxi Music Records)

### Синглы
- 1998 — Dream Of Great Emotion
- 1999 — Mareen
- 1999 — Love Is Like The Sea
- 2000 — On A Sunday
- 2000 — Lover Why
- 2001 — You Are The One
- 2001 — Love Is Stronger
- 2002 — The Fans Of Modern Talking
- 2003 — When I See The Angels Cry
- 2004 — I’ll Be There For You Tonight
- 2005 — If You Love Me
- 2006 — Give Me A Chance
- 2008 — Give A Little Sweet Love (feat. Systems In Blue)
- 2008 — Jeannie Moviestar (feat. Systems In Blue)
- 2011 — It's All Over
- 2011 — Cinderella's Heart (Remixes)
- 2012 — Just We Two (Mona Lisa)
- 2015 — Baby Blue
- 2015 — Stop In The Name Of Love
- 2016 — I Will Not Forget You
- 2018 — I Feel Good
- 2018 — We Wish You a Merry Christmas
- 2018 — Like An Angel